# Афанасьево (Кировская область)
Афана́сьево — посёлок городского типа в России, административный центр Афанасьевского района Кировской области, образует Афанасьевское городское поселение.

## География
Расположен на реке Каме к 80 км к северо-востоку от железнодорожной станции Стальная, в 250 км к северо-востоку от Кирова.

## История
Населённый пункт известен с 1730 года, была когда построена церковь святого Афанасия. Статус посёлка городского типа с 1966 года.

## Население
| 1959  | 1970  | 1979  | 1989  | 2002  | 2009  | 2010  | 2012  | 2013  |
| ----- | ----- | ----- | ----- | ----- | ----- | ----- | ----- | ----- |
| 1922  | ↗3755 | ↗4375 | ↗4982 | ↘3474 | ↘3387 | ↗3435 | ↘3379 | ↘3365 |
| 2014  | 2015  | 2016  | 2017  | 2018  | 2019  | 2020  | 2021  |       |
| ↘3360 | ↗3370 | ↗3413 | ↗3454 | ↘3434 | ↗3461 | ↗3462 | ↘3433 |       |

## Культура и религия
В Афанасьевском районе проживает довольно много старообрядцев. Старообрядческая община в селе Афанасьеве собирается строить храм на живописном берегу реки Камы. Место для постройки уже передано общине.